# 佐野碩
佐野 碩（さの せき、1905年1月14日 - 1966年9月29日）は、日本の演出家・作詞家・社会主義運動家。日本では「インターナショナル」の訳詞の作詞者として知られる。後半生はメキシコを拠点とした演劇活動に費やし、メキシコでは「メキシコ演劇の父」と称される。

## 来歴
豊後杵築藩侍医を務めた佐野家の出身で、父の佐野彪太も医師であった。彪太の弟で日本共産党指導者となった佐野学は叔父、同じく共産党指導者であった佐野博は従兄弟。また、母は後藤新平の養女で、後藤の長女の子である鶴見和子・鶴見俊輔姉弟とは従兄弟となる。
父の仕事の関係で、中国・天津の日本租界に出生。幼少時代に関節炎を患ったため右足が曲がらなくなり、終生杖が必要な体となった。日本に帰国し、暁星小学校から暁星中学校に進むが、2年生時に旧制開成中学校に転校。その後旧制浦和高等学校から東京帝国大学法学部に進学。浦和高等学校時代に演劇活動を始め、校内に演劇研究会を発足させた。しかし、1924年に文部省が官立学校での演劇を事実上禁止する訓令を発したため、演劇活動を学外に移すこととなった。東大時代は新人会に所属した。この頃から社会主義運動に関心を示す。移動劇団「トランク劇場」に参加し、社会主義演劇活動を行なう。1926年にはトランク劇場を改組する形で村山知義・千田是也らと前衛座を結成。前衛座はのちに左翼劇場と改名、1929年に結成された日本プロレタリア劇場同盟（プロット）の中心的存在となる。「インターナショナル」の訳詞（改訳）をトランク劇場の同僚であった佐々木孝丸とともに手がけたのはこの頃（1929年）であった。林房雄・鹿地亘・中野重治らが東大で結成した「マルクス主義芸術研究会」にも1926年に佐々木らとともに参加している。1929年に演出した村山知義作の「全線」（原題は「暴力団記」）の上演は高い評価を獲得した。
1931年、「共産党シンパ事件」に巻き込まれて警察に逮捕拘留されたが、偽装転向の文書を提出して保釈される。保釈後、アメリカを経由してドイツに入国し、ベルリンで元東京帝大助教授で衛生学者の国崎定洞らが携わっていた社会主義運動のグループに加入。プロットの代表としてソ連に派遣されることになり、演出家の土方与志夫妻ともに1933年に入国。ソ連では世界的演出家のメイエルホリドが主催する国立劇場の演出研究員となり、メイエルホリドの指導を受けた。やがてソ連は大粛清の時代を迎え、国崎が山本懸蔵の密告により「日本のスパイ」として逮捕（後に処刑）されると、1937年8月に佐野は土方らとともに国外退去の処分を受けてソ連から出ることを余儀なくされた。佐野が国外追放された後の1938年1月に女優の岡田嘉子とともにソ連に入国・逮捕された演出家の杉本良吉が、当局の拷問を交えた尋問に「自分はメイエルホリドに会うために入国した日本のスパイで、メイエルホリドの助手の佐野もスパイである」という虚偽の供述を強要される。この供述はメイエルホリドがスパイとして粛清される材料の一つとなった。杉本は後の公判ではこの内容が虚偽であり「そのような供述をした自分を恥じる」と述べたが、銃殺刑となった。
ソ連を出国後の佐野はフランス・チェコ・アメリカを経て1939年にメキシコへ渡り事実上亡命。当時メキシコは大統領ラサロ・カルデナスの方針でトロツキーやスペイン内戦に敗れた共和国派の関係者の亡命を受け入れていた。
メキシコで演劇学校を創設し、粛清された師メイエルホリドの身体訓練法ビオメハニカとスタニスラフスキー・システムを融合させる試みを手がけ、多くの演劇関係者を育成した。『自由人 佐野碩の生涯』によると、メイエルホリドが名誉回復していない当時、その名を明確に口にしていた数少ない演劇人であったという。ホセ・グァダルーペ・ポサダがメキシコ革命を題材に描いた漫画をモチーフとしたバレエを創作・上演し、多くの観客を集めた。1955年にはコロンビア政府の招請でボゴタに3ヶ月間滞在し、ここでも演劇関係者の教育にあたった。ボゴタで佐野の教えを受けた一人であるサンディアゴ・ガルシーアは後に民衆劇団「ラ・カンデラリア」を創設し、その拠点となる劇場を「セキ・サノ・ホール」と命名している。
メキシコで現地の女優で左翼活動家のウォルディーンと結婚。1966年メキシコ在住のまま死去。第二次大戦後の佐野はかなり日本語を忘れてしまい、メキシコを訪れた日本人とも日本語ではなく（通訳を交えた）スペイン語で会話することが多かった。当時大使館に勤務していた日本人によると、「日本語を話さず、日本人とも接触しない」という噂があったという。ヴァイオリニストの黒沼ユリ子も1962年に初めて佐野に会った際、「日本語を話さない」という噂から相当にたどたどしいスペイン語で自己紹介したところ、「どうぞ日本語でしゃべってください」と言われてびっくりしたという（『自由人 佐野碩の生涯』の記述）。
林房雄が訪れた際に、日本への帰国の意向を問うと佐野はそれに関心を示した。日本では帰国した林や演劇関係者が佐野の一時帰国に向けて動き、佐野も日本語の再習得に務めたが、健康を害するなどの理由で帰国は実現しなかった。皇太子（現上皇）夫妻がメキシコを訪問した折には、私的に佐野の劇場を訪れて黒沼ユリ子のヴァイオリン演奏を聴く機会があり、笑顔で案内する佐野の写真が残されている。この訪問が決まった際、佐野は「王様でも大統領でも訪ねてくる人は拒まないよ」と答えたという。
遺骨は二つに分けられ、一方が親族の手によって日本に持ち帰られた上で多磨霊園内の佐野家の墓に埋葬された。この墓石は佐野自身の設計によるものである。
2013年に早稲田大学坪内博士記念演劇博物館において、国内初となる佐野の企画展が開催された。

## トロツキー暗殺関与疑惑
佐野碩のメキシコ入りにはスターリンの刺客によるトロツキー暗殺が関係しているのではないかという説がある。噂の源泉は複数あるが、その1つとして、当時、アメリカ共産党員としてアメリカ滞在中の佐野を世話した石垣綾子が、佐野のメキシコ入国に、トロツキー暗殺未遂事件を起こした画家シケイロスが尽力したと回想していることがある。政治評論家の藤原肇は、佐野がシケイロスと交流があったという伝聞を根拠として、シケイロスと組んでトロツキー暗殺に関連したスターリニストだったではないかとの考察を述べている（ただし、藤原は、当時のメキシコにおける政治事情に通じているわけではない）。こうした見方に対して、菅孝行は(岡村春彦 2009) の「解説」の中で、佐野のスターリンスパイ説を否定するだけの明確な証拠があるという田中道子（メキシコ大学院大学教授）や加藤哲郎の証言(加藤哲郎2013)を紹介していたが、その田中本人が来日して「佐野がトロツキイ襲撃に関係していたとも、いなかったとも言い切ることができない」という立場であると明言したため、菅も「『うん、大丈夫そうだ、これはトロツキイ殺害には直接関わってはいないようだ』という線で解説をまとめたのですが、『ちょっと危ない』というのが今日のお話で」という立場に後退している。佐野の妻だったこともあるウォルディーンは、佐野のメキシコ入国事情に関する吉川恵美子の質問に回答を拒否している。

## 佐野碩を演じた人物
- 1995年：沢田研二（劇「異邦人 ボーダレス・ラブ」）
- 2009年：彩那音（宝塚歌劇団雪組公演「ロシアン・ブルー -魔女への鉄槌-」）

## 関連文献
- 鶴見俊輔「佐野碩のこと」『グアタルーペの聖母』、筑摩書房、1976年 。
- 藤田富士男『ビバ！エル・テアトロ！炎の演出家佐野碩の生涯』、オリジン出版センター1989年。
- 斎藤憐『異邦人――ボータレス・ラブ』、而立書房、2000年。
- 菅孝行（編）『佐野碩 人と仕事』、藤原書店、2015年。